# Lorna (pel·lícula)
Lorna és una pel·lícula independent de 1964 protagonitzada per Lorna Maitland, produïda i dirigida per Russ Meyer. Va ser escrita en quatre dies per James Griffith, que va interpretar el predicador a la pel·lícula.
Lorna marca el final dels "nus" de Meyer i la seva primera incursió en el cinema seriós. Va ser la seva primera pel·lícula a l'estil sexplotació amb una història dramàtica. Va ser una de les primeres pel·lícules gòtiques rurals de Meyer. És potser la seva pel·lícula més romàntica, malgrat el tràgic final. Meyer descriu la pel·lícula com "un examen brutal de les realitats importants de poder, profecia, llibertat i justícia a la nostra societat en un rerefons de violència i luxúria, on la senzillesa només és una façana". Les crítiques van descriure Maitland com "un despropòsit d'emoció sense igual […] terrenal sense restriccions […] destinada a establir un nou estàndard de bellesa voluptuosa". Lorna fou considerada "la dona Tom Jones"
Lorna va ser la primera de les tres pel·lícules que Meyer va filmar amb Lorna Maitland. Tot i que encara tenia un pressupost baix, va ser la pel·lícula més cara que havia fet fins ara, i va ser la primera pel·lícula de Meyer a 35 mm.

## Trama
La publicitat a Lorna exclamava: "Sense rendició artística, sense compromís, sense preguntes ni disculpes, es va produir una pel·lícula important: LORNA, massa dona per a un home".
Lorna (Lorna Maitland) és una dona jove sexualment insatisfeta casada amb Jim (James Rucker), que treballa en una mina de sal i es passa les nits estudiant per convertir-se en Comptable Públic Certificat. Quan Lorna va a nedar nua al riu, és violada per un condemnat fugitiu (Mark Bradley), però la seva sexualitat frustrada es desperta. Ella convida el desconegut a casa seva mentre Jim està a la feina.
Mentrestant, els companys de feina de Jim es burlen de la bellesa i la infidelitat de la seva dona. Jim torna aviat a casa i descobreix la infidelitat de Lorna. Els fets tenen lloc en l'aniversari de Jim i Lorna, que Jim ha oblidat.

## Repartiment
- Lorna Maitland com a Lorna
- James Rucker com a Jim

## Producció
"Això va entrar en el que jo anomeno la pel·lícula quasi estrangera", va dir Meyer més tard. "Volia fer un Arròs amarg a Amèrica. Una obra moral! El bé contra el mal! La increïblement apilada Lorna Maitland, el marit innocent, l'advocada del diable! Va pagar els seus pecats al final per tenir una pinça de gel colpejada a través d'aquell cofre agitat."
Meyer havia ofert originalment el paper principal a Maria Andre, una actriu que havia estat a Heavenly Bodies! (1963). Tanmateix, Meyer no estava contenta amb la mida del seu pit i va continuar buscant alternatives. L'esposa de Meyer i soci comercial, Eve, va descobrir Barbara Ann Popejoy. Va ser elegida i Meyer va despatxar a Andre.
Meyer va canviar el nom de Popejoy a "Lorna Maitland". Va quedar embarassada durant el rodatge. (Més tard donaria el nadó en adopció.)
La pel·lícula es va rodar en blanc i negre durant 10 dies el setembre de 1963, principalment al petit carrer principal que travessa Locke (Califòrnia).
L'any 1973, Meyer va dir en el moment que va fer Lorna, "si fes una escena de violació em va sorprendre que era terriblement eròtica i emocionant. Avui no em sorprendria de la mateixa manera. Probablement la tractaria d'una manera una manera molt més ridícula, més escandalosa. Però de nou, fins i tot llavors ho estava fent, perquè sempre vaig tenir una dona violada en les circumstàncies més difícils, en un pantà, o en uns dos metres d'aigua, o fora d'una duna de sorra. Suposo que les meves burles pel sexe han estat exactament això. He vist el sexe d'una manera escandalosa i còmica"

## Recepció
Los Angeles Times va dir que estava "afectat d'un gust terrible i no hi havia un bri de talent enlloc."
La pel·lícula va ser processada per obscenitat a Maryland, Pennsilvània i Florida, però es va convertir en un gran èxit als cinemes del centre de la ciutat i fins i tot va fer aparicions a cinemes d'art.
Segons Roger Ebert, la pel·lícula va recaptar gairebé un milió de dòlars.